# Kelanarasi, Tirthahalli
Kelanarasi là một làng thuộc tehsil Tirthahalli, huyện Shimoga, bang Karnataka, Ấn Độ.